# لامارش، کبک
لامارش (به فرانسوی: Lamarche) شهری در منطقه شهری لاک-سن-ژان-است ناحیه سگونه-لاک-سن-ژان در استان کبک کانادا است. در سرشماری سال ۲۰۱۱ این شهر ۵۲۷ نفر جمعیت داشته‌است و مساحت آن ۹۴٫۷۹ کیلومتر مربع است.